# سهم الماء السبروسي
سهم الماء السبروسي (الاسم العلمي:Sagittaria sprucei) هو نوع من النباتات يتبع جنس سهم الماء من الفصيلة المزمارية.